# 阔叶省藤
阔叶省藤（学名：Calamus orientalis）为棕榈科省藤属下的一个种。其种加词“orientalis”意为“东方的”。
现接受名为台湾省藤（Calamus formosanus Becc., 1902）。